# Прапор Гуаякіля
Прапор Гуаякіля є офіційним прапором міста Гуаякіль в Еквадорі, в провінції Гуаяс (що має ідентичний до міського прапор).

## Історія
Прапор був затверджений 9 жовтня 1820 року після того, як Вільна провінція Гуаякіль (держава, що охоплювала частину Еквадорського узбережжя) отримала незалежність від Іспанії. Прапор також став державним символом Вільної провінції.Традиційно, авторство прапору приписують Хосе Хоакіну де Ольмедо.

## Дизайн
Прапор складається з пʼяти горизонтальних смуг блакитного та білого кольорів, що чергуються. Еквадорський історик Хосе Габрієль Піно Рока у своєму історичному звіті «Прапор повстанців» (ісп. «Un Pabellón Insurgente») припускав, що кольори походять від прапора, якого вивісив на свому кораблі адмірал Ґільєрмо Браун 1816 року, намагаючись проатакувати Гуаякіль від імені уряду Буенос-Айреса. Проте у 1952 році було віднайдено документ, в якому була наведена точна реконструкція колоніального герба міста, на нижній третині якого було зображено пʼять смуг такого самого кольору й порядку, що символізували річку Гуаяс.
Посередині, на блакитній смузі знаходяться три білі пʼятикутні зірки, що станом символізували Кіто, Гуаякіль і Куенку, які мали стати основними центрами обʼєднаного Еквадору, проте існує версія, що зірки можуть репрезентувати Гуаякіль, Портов’єхо та Мачалу, які були частиною Вільної провінції Гуаякіль.

## Історичні прапори

Прапор Вільної провінції Гуаякіль (1820-1822)
Прапор Вільної провінції Гуаякіль (1822)